# インターネット出願
インターネット出願（インターネットしゅつがん）とは大学受験において実施されている出願方式の一つ。
これはインターネットの出願サイトにアクセスして、必要な情報を入力して送信（保存）するだけで出願手続を行うことができるというもの。

## 米国
米国の大学ではインターネットを通じた出願手続が一般的となっている。多くの大学ではID作成後、自分のページに履歴書データなど大学側から求められた情報を記載してページに保存するスタイルとなっており、受験生にエッセイなどを提出させる場合でも最終段階までならば何回でも原稿の手直しができる仕組みがとられていることが多い。

## 日本
導入している大学の一つである中京大学は紙の願書での出願と両方行っているが、2012年入試ではインターネット出願の利用者が全体の98%にまでなった。これだけ多くの利用者が集まっているのはインターネット出願の方がメリットが多いからであり、「手間が省ける」や「時間の節約」や「受験料の割引」などがある。1990年代半ばに専修学校の東京工学院専門学校（現：総合学院テクノスカレッジ）で試験的に開始された。大学においては近畿大学が2009年にインターネット出願を導入するも全く浸透しなかった。しかし2012年よりインターネット出願で受験料3000円の割引を始めると、公募制推薦入試では200人程度しかいなかった利用者が17500人にまで増えた。同時に出願者数そのものも前年よりも3500人増加している。東洋大学に続き、近畿大学は2014年の入試より紙の願書での出願を廃止してインターネット出願のみにするという試みを実施する。